# Chatfield College
Il Chatfield College è stato un'università privata di indirizzo cattolico con sede a St. Martin, nello stato americano dell'Ohio. Ha cessato l'attività nel 2023.
Le origini del college si ricollegano con quelle dell'Ursuline Teacher Training Institute, aperto nel 1958 dalle suore orsoline di Brown County per la formazione delle religiose che si preparavano all'insegnamento. L'istituto fu elevato al rango di college nel 1971 e fu intitolato alla fondatrice della congregazione, madre Giulia dell'Assunzione Chatfield. Il college ha cessato l'attività nel gennaio 2023.